# Lijst van bergen op de Maan

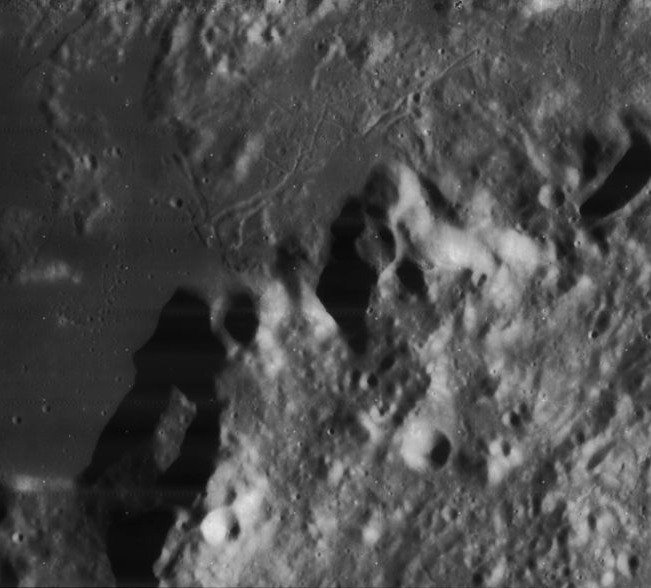
1. Mons Huygens (boven rechts centrum)
8. Mons Ampère (onder links centrum)
Foto: Lunar Orbiter 4 (1967)

Dit is een lijst van bergen op de Maan.
| Naam                                  | Coördinaten                    | Diameter | Hoogte  | Oorsprong naam                                               |
| ------------------------------------- | ------------------------------ | -------- | ------- | ------------------------------------------------------------ |
| Mons Agnes                            | 18° 39' 36" NB, 5° 20' 24" OL  | 0,65 km  | 0,03 km | Griekse vrouwennaam                                          |
| Mons Ampère                           | 19° 19' 12" NB, 3° 42' 36" WL  | 30 km    | 3,0 km  | Vernoemd naar de natuurkundige André-Marie Ampère            |
| Mons André                            | 5° 10' 48" NB, 120° 33' 36" OL | 10 km    |         | Franse mannennaam                                            |
| Mons Ardeshir                         | 5° 1' 48" NB, 121° 2' 24" OL   | 8 km     |         | Ardeshir (Ardashir), Perzische mannennaam                    |
| Mons Argaeus                          | 19° 19' 48" NB, 29° 0' 36" OL  | 50 km    |         | Vernoemd naar de berg Erciyes in Klein-Azië                  |
| Mons Blanc                            | 45° 24' 36" NB, 0° 26' 24" OL  | 25 km    | 3,6 km  | Vernoemd naar de Mont Blanc in de Alpen                      |
| Mons Bradley                          | 21° 43' 48" NB, 0° 22' 48" OL  | 30 km    | 4,2 km  | Vernoemd naar de astronoom James Bradley                     |
| Mons Delisle                          | 29° 25' 12" NB, 35° 47' 24" WL | 30 km    |         | Vernoemd naar de nabijgelegen krater Delisle                 |
| Mons Dieter                           | 5° 0' 0" NB, 120° 17' 60" OL   | 20 km    |         | Duitse mannennaam                                            |
| Mons Dilip                            | 5° 34' 48" NB, 120° 52' 12" OL | 2 km     |         | Indische mannennaam                                          |
| Mons Esam                             | 14° 36' 36" NB, 35° 42' 36" OL | 8 km     |         | Arabische mannennaam                                         |
| Mons Ganau                            | 4° 47' 24" NB, 120° 35' 24" OL | 14 km    |         | Afrikaanse mannennaam                                        |
| Mons Gruithuisen Delta                | 36° 4' 12" NB, 39° 35' 24" WL  | 20 km    |         | Vernoemd naar de nabijgelegen krater Gruithuisen             |
| Mons Gruithuisen Gamma                | 36° 33' 36" NB, 40° 43' 12" WL | 20 km    |         | Vernoemd naar de nabijgelegen krater Gruithuisen             |
| Mons Hadley                           | 26° 41' 24" NB, 4° 7' 12" OL   | 25 km    | 4,6 km  | Vernoemd naar de uitvinder John Hadley                       |
| Mons Hadley Delta                     | 25° 43' 12" NB, 3° 42' 36" OL  | 15 km    | 3,5 km  | Vernoemd naar de nabijgelegen Mons Hadley                    |
| Mons Hansteen                         | 12° 11' 24" ZB, 50° 12' 36" WL | 30 km    |         | Vernoemd naar de nabijgelegen krater Hansteen                |
| Mons Herodotus                        | 27° 30' 0" NB, 52° 56' 24" WL  | 5 km     |         | Vernoemd naar de nabijgelegen krater Herodotus               |
| Mons Huygens                          | 19° 55' 12" NB, 2° 51' 36" WL  | 40 km    | 4,7 km  | Vernoemd naar de astronoom Christiaan Huygens                |
| Mons La Hire                          | 27° 39' 36" NB, 25° 30' 36" WL | 25 km    | 1,5 km  | Vernoemd naar de astronoom Philippe de La Hire               |
| Mons Maraldi                          | 20° 20' 24" NB, 35° 30' 0" WL  | 15 km    | 1,3 km  | Vernoemd naar de nabijgelegen krater Maraldi                 |
| Mons Moro                             | 11° 50' 24" ZB, 19° 50' 24" WL | 10 km    |         | Vernoemd naar de wetenschapper Antonio Lazzaro Moro          |
| Mons Penck                            | 10° 0' 0" ZB, 21° 44' 24" OL   | 30 km    | 4,0 km  | Vernoemd naar de geograaf Albrecht Penck                     |
| Mons Pico                             | 45° 49' 12" NB, 8° 52' 12" WL  | 25 km    | 2,0 km  | Spaans voor "piek"                                           |
| Mons Piton                            | 40° 43' 12" NB, 0° 55' 12" WL  | 25 km    | 2,3 km  | Vernoemd naar El Pitón, een bergtop van de Teide op Tenerife |
| Mons Rümker                           | 40° 45' 36" NB, 58° 22' 48" WL | 70 km    | 0,5 km  | Vernoemd naar de astronoom Karl Ludwig Christian Rümker      |
| Mons Usov                             | 11° 54' 36" NB, 63° 15' 36" OL | 15 km    |         | Vernoemd naar de geoloog Mikhail Usov                        |
| Mons Vinogradov (voorheen Mons Euler) | 22° 21' 0" NB, 32° 31' 12" WL  | 25 km    | 1,4 km  | Vernoemd naar de Chemicus Aleksandr Pavlovich Vinogradov     |
| Mons Vitruvius                        | 19° 19' 48" NB, 30° 44' 24" OL | 15 km    | 2,3 km  | Vernoemd naar de nabijgelegen krater Vitruvius               |
| Mons Wolff                            | 16° 52' 48" NB, 6° 47' 60" WL  | 35 km    | 3,5 km  | Vernoemd naar de filosoof Baron Christian von Wolff          |

## Bergketens
| Naam gebergte      | Coördinaten                    | Diameter | Oorsprong naam |
| ------------------ | ------------------------------ | -------- | --- |
| Montes Agricola    | 29° 3' 36" NB, 54° 4' 12" WL   | 141 km   | Vernoemd naar de wetenschapper Georgius Agricola                                                                                            |
| Montes Alpes       | 48° 21' 36" NB, 0° 34' 48" WL  | 281 km   | Vernoemd naar de Alpen in Europa |
| Montes Apenninus   | 19° 52' 12" NB, 0° 1' 48" WL   | 401 km   | Vernoemd naar de Apennijnen in Italië |
| Montes Archimedes  | 25° 23' 24" NB, 5° 15' 0" WL   | 163 km   | Vernoemd naar de nabijgelegen inslagkrater Archimedes                                                                                       |
| Montes Carpatus    | 14° 34' 12" NB, 23° 37' 12" WL | 361 km   | Vernoemd naar de Karpaten in Europa |
| Montes Caucasus    | 37° 31' 12" NB, 9° 55' 48" OL  | 445 km   | Vernoemd naar de Kaukasus in Europa |
| Montes Cordillera  | 17° 30' 0" ZB, 79° 30' 0" WL   | 574 km   | Naar het Spaanse woord voor "bergketen" |
| Montes Haemus      | 17° 6' 36" NB, 12° 1' 48" OL   | 560 km   | Naar de Griekse naam voor het Balkangebergte in Europa                                                                                      |
| Montes Harbinger   | 26° 53' 24" NB, 41° 17' 24" WL | 90 km    | Naar het Engelse woord harbinger (voorbode), omdat de zonnegloed op het gebergte de dageraad aankondigt bezien vanuit de krater Aristarchus |
| Montes Jura        | 47° 29' 24" NB, 36° 6' 36" WL  | 422 km   | Vernoemd naar de Jura in Europa |
| Montes Pyrenaeus   | 14° 3' 0" ZB, 41° 30' 36" OL   | 164 km   | Vernoemd naar de Pyreneeën in Europa |
| Montes Recti       | 48° 17' 60" NB, 19° 43' 12" WL | 90 km    | Naar het Latijn voor "rechte bergketen" |
| Montes Riphaeus    | 7° 28' 48" ZB, 27° 36' 0" WL   | 189 km   | Naar de Griekse naam voor het Oeralgebergte in Rusland                                                                                      |
| Montes Rook        | 20° 36' 0" ZB, 82° 30' 0" WL   | 791 km   | Vernoemd naar de Engelse astronoom Lawrence Rook                                                                                            |
| Montes Secchi      | 2° 43' 12" NB, 43° 10' 12" OL  | 50 km    | Vernoemd naar de nabijgelegen krater Secchi                                                                                                 |
| Montes Spitzbergen | 34° 28' 12" NB, 5° 12' 36" WL  | 60 km    | Naar het Duitse woord voor "scherpe bergtoppen" en wegens de gelijkenis met de eilanden van Spitsbergen                                     |
| Montes Taurus      | 27° 19' 12" NB, 40° 20' 24" OL | 172 km   | Vernoemd naar het Taurusgebergte in Klein-Azië                                                                                              |
| Montes Teneriffe   | 47° 53' 24" NB, 13° 11' 24" WL | 182 km   | Vernoemd naar het eiland Tenerife |

Afrika · Azië · Australië · Antarctica · Noord-Amerika · Zuid-Amerika · Europa · Oceanië
Buitenaards: Mars · Mercurius · Maan · Venus